# عفارة
```

```

عَفَارة أو عَثَار (الاسم العلمي Buddleja polystachya)، شجرة غبراء ، قليلة الانتشار من الفصيلة البدليات، تنبت بين جلاميد الصخور في الهضاب والحداب الصخرية، وأكثر منابتها شطوط الأودية بين الأجمات، وأطراف الحقول الزراعية، وذلك على علو 1400-2500. وتستوطن العفارة (أصيلة) السعودية واليمن والصومال وإريتريا وإثيوبيا.

## الوصف
ترتفع العفارة نحو 3-7 م على ساق واحد أو أكثر، مكسو بلحاء خشن مخدد، لونه بني إلى الأغبر المسود. أوراقه رمحية مفردة، وجه الورقة أخضر باهن يميل إلى الغبرة، وخلفها أغبر مبيض واضح التعريق، ومن لون هذه الأوراق أُخذ العفار، لأن العُفْرة في اللغة الأبيض ليس بالشديد البياض، والأزهار عنقودية صغيرة، متوجة بأربع بتلات لونها برتقالي يميل إلى السمرة مع التقادم، ولها بنة طيبة. والنحل يثمرها.